# Nespithe
Nespithe — дебютный и единственный студийный альбом финской дэт-метал-группы Demilich, выпущенный 8 февраля 1993 года на американском лейбле Necropolis Records. Название альбома является анаграммой «The Spine» (с англ. — «Хребет»).
Nespithe был записан в декабре 1992 года в течение пяти дней с мизерным бюджетом. Вскоре после записи лидер группы Антти Боман разочаровался в дэт-метале, что привело к потере интереса к жанру и распаду Demilich ещё до релиза Nespithe. Первые годы альбом распространялся ограниченным тиражом исключительно в США, практически не получив  распространения в Европе, в том числе на родине музыкантов — Финляндии.
Альбом — пример «хаотичного» и «диссонирующего» техничного дэт-метала с неординарной структурой песен, регулярными сменами тактовых размеров и темпа, а также с витиеватыми, зачастую атональными гитарными риффами. Уникальной особенностью Nespithe является предельно низкий вокал Бомана, исполненный им в штробас-регистре.
Несмотря на распад группы и очень слабую реакцию на альбом в момент выхода, спустя годы Nespithe получил признание как среди фанатов жанра, так и среди музыкальных критиков. Благодаря композиторской работе и вокалу альбом признаётся одной из наиболее оригинальных записей в своём жанре, оказавшей влияние на более поздних представителей «диссонирующего» техничного дэт-метала, и впоследствии он неоднократно включался в списки наиболее важных альбомов дэт-метала.

## Создание

### Предыстория
Demilich была основана в 1990 году Антти Боманом (вокал, гитара), Вилле Койстиненом (бас-гитара) и Микко Вирнесом (ударные). После формирования группа недолго просуществовала под именем Deformity, однако, когда оказалось, что уже существовала группа с подобным названием, музыканты начали искать другое название. Просматривая руководство Advanced Dungeons & Dragons, Антти Боман приметил название одного из монстров вселенной — Демилича (англ. Demilich), именем которого в итоге и была названа группа.
Вскоре после основания группы музыканты начали записывать свой материал. Первое демо, Regurgitation of Blood (1991), было вдохновлено творчеством таких групп, как Entombed, Bolt Thrower, Napalm Death и Pestilence. По сравнению с более поздним материалом группы, структура песен и риффов была весьма простой и прямолинейной, а тексты были посвящены типичным для дэт-метала темам насилия и смерти. Демо было записано в марте 1991 года на четырёхдорожечный магнитофон во время репетиции с помощью двух друзей Бомана, не имевших никакого опыта в звукозаписи, и не было сведено. К моменту выпуска Regurgitation of Blood вокалистом был придуман логотип Demilich, который останется неизменным на протяжении всей истории коллектива.
В июле 1991 года было записано первое студийное демо The Four Instructive Tales… of Decomposition, всё ещё исполненное в стилистике традиционного дэт-метала. Именно с этого демо началось сотрудничество группы с художником Турккой Рантаненом, впоследствии нарисовавшем обложки для всех релизов Demilich.

### Создание песен и выход на лейбл
После выхода The Four Instructive Tales… группа потратила более десяти месяцев на создание новых песен. Дальнейшие демозаписи (…Somewhere Inside the Bowels of Endlessness… и The Echo, обе выпущены в 1992 году) демонстрировали более комплексный подход к написанию песен, которые отличались сложной структурой и неординарными для дэт-метала риффами. Практически всю музыку и аранжировки написал Антти Боман. Во время создания демозаписей он записывал гитарные риффы на кассетный магнитофон в своём доме и затем прослушивал кассеты, пытаясь найти подходящие к друг другу риффы. Когда песня была готова, он демонстрировал группе финальную версию на репетициях, и лишь изредка музыканты предлагали корректировки, в большинстве случаев оставляя версию Бомана без изменений.
После выпуска демозаписей группа планировала подписать контракт с лейблом на выпуск дебютного полноформатного альбома. Ряд лейблов был заинтересован в продвижении группы, однако в их планах было или переиздание первого демо, или выпуск альбома без оплаты студийного времени, что не устраивало Demilich. В конце концов, Боман связался с Полом Тиндом из американского лейбла Necropolis Records. Первоначальной идеей Тинда, как и в случае предыдущих лейблов, было переиздание предыдущих демо группы, однако Боман смог убедить его проспонсировать полноформатный дебют группы, и в конце 1992 года Demilich подписали контракт с Necropolis.

## Запись альбома
После подписания контракта группа смогла получить пять дней студийного времени и 1500 долларов на его оплату. Басист Вилле Койстинен вспоминал, что лейбл, базировавшийся в Калифорнии, прислал группе деньги в Финляндию посредством обычной почты в американских долларах, несмотря на то, что в Финляндии тогда использовались финляндские марки. Девять из одиннадцати песен альбома были практически без изменений взяты с двух последних демо группы — …Somewhere Inside the Bowels of Endlessness… и The Echo. Это было обосновано крайне малым студийным временем, из-за которого Боман счёл, что группа не успеет написать и отрепетировать новые песни для альбома, а при использовании старого материала им будет достаточно написать только две новые песни. Во время поиска подходящей студии звукозаписи выбор группы пал на Savonlinnan Studiopalvelu, так как Боман был знаком с лидером группы Babylon Whores Антти Литманеном, который регулярно пользовался услугами той студии и порекомендовал её вокалисту Demilich.
Боман вспоминал, что день отправки в студию был весьма проблематичным для группы. Ночью перед отъездом кто-то врезался в их машину, и для перевозки в студию ударной установки и гитарных кабинетов музыкантам пришлось в спешке искать замену. Когда группа, наконец, отправилась в путь, трасса была очень скользкой, машину музыкантов постоянно заносило из-за сильного ветра, и они с трудом избежали аварий в пути. Так как группе пришлось проехать в таких условиях около 300 километров от Куопио (родной город группы) до Савонлинны (студии), Боман говорил: «Если существовало какое-то высшее существо — оно явно не хотело, чтобы мы записали этот альбом».
Несмотря на предварительные трудности, в студии запись альбома прошла без каких-либо проблем. Студия находилась в здании заброшенной верфи вдали от города. Повсюду были ржавые металлические конструкции и капающая с крыши вода, но, по заверению музыкантов, они чувствовали себя комфортно и расслаблено. Запись и сведение альбома длились с 26-го по 31 декабря. Из-за ограниченного времени группа записывала все инструменты разом с ограниченным числом попыток, лишь изредка поправляя отдельные партии. Боман использовал гитару Charvel модели 475 и усилитель марки Yamaha, а Аки Хютёнен играл на гитаре Ibanez и использовал усилитель Marshall JCM 800. Строй гитар был опущен на семь полутонов ниже стандартного, и по воспоминаниям музыкантов, из-за ослабленного натяжения струн было весьма затруднительно исполнять свои партии. К началу работы не были готовы тексты к двум новым песням, и Бонаму пришлось срочно их сочинять во время записи соло-партий Аки Хютёнена. Уже после возвращения группы домой из студии они вспомнили, что забыли записать гитарное соло во вступлении «The Echo (Replacement)», которое можно услышать в демо The Echo.

## После релиза

### Судьба группы
На момент создания Nespithe группа не пользовалась большой известностью на финской музыкальной сцене. С одной стороны этому способствовала малая популярность экстремальной музыки в те годы и, соответственно, малое количество дэт-метал концертов. С другой стороны, из-за прогрессивности музыки и постоянных смен темпа даже фанатам дэт-метала было трудно воспринимать песни Demilich вживую. После записи альбома группа отыграла всего один концерт в Швеции, состоявшийся 8 января 1993 года в Эскильстуне, причём по пути в Швецию и обратно музыканты столкнулись с большими финансовыми трудностями, иногда не имея средств даже на еду.
Вскоре после этого концерта, ещё до выхода альбома, Demilich распались. Основной причиной распада являлись усталость Бомана от дэт-метал сцены и практически полное отсутствие интереса к группе как со стороны фанатов, так и со стороны музыкальной прессы, что вылилось в его неприязнь к жанру в целом. В итоге музыканты приняли решение распустить коллектив, в том же году Боман был призван в армию. Позже вокалист признавался, что после релиза Nespithe даже не интересовался реакцией людей на запись и только случайно узнал про известность и влияние своего альбома на дэт-метал в 1998 году.
Первые попытки возродить коллектив начались в 2002 году, однако они не зашли дальше нескольких репетиций. В 2005 году группой была предпринята более удачная попытка воссоединения. В 2006 году Demilich записали две новые песни и провели небольшой тур по США. По словам Бомана, он жалел, что группа распалась в безызвестности ещё до выхода дебютного альбома, задолго до получения собственного признания, и так как спустя годы Nespithe нашёл своих фанатов, ему хотелось отыграть всего несколько концертов для публики, которая понимает музыку группы, таким образом завершив историю коллектива «на высокой ноте». По этой причине после американского тура был объявлен «последний концерт» в родном для группы Куопио. Но несмотря на эти заявления, после своего «последнего выступления» Demilich отыграли ещё несколько разовых выступлений в 2010, 2012 и 2013 годах, и в результате музыкантами было принято решение возобновить активную концертную деятельность, которая сохраняется и по сей день.

### Издания альбома
Nespithe вышел 8 февраля 1993 года небольшим тиражом на лейбле Necropolis Records. По итогу музыканты не получили от лейбла никаких отчислений с продаж альбома. Гитарист группы Аки Хютёнен заявлял, что единственное, что он получил от Necropolis с момента релиза — это футболка, одна кассета и один компакт-диск с альбомом. Распространение ограничивалось только США, в Европе Nespithe не издавался вплоть до 1996 года, когда Дэйв Роттен, владелец испанского лейбла Repulse Records, без разрешения группы выкупил права на Nespithe у Necropolis и стал распространять его по Европе, снова не отчисляя проценты группе. В ответ музыканты выложили весь альбом в Интернет для бесплатного скачивания. Помимо мотива «мести» Repulse Records, Боман говорил, что ему просто нравится сама идея бесплатно раздавать собственную музыку, и он не против делать подобное с другими своими релизами, даже если это повредит продажам. Спустя годы вокалист выражал признание Necropolis Records, ведь несмотря на все упомянутые финансовые издержки, именно благодаря им состоялся релиз дебютного альбома группы, приведший к, хоть и запоздалой, но достаточной известности Demilich.
В 2009 году лейблом Xtreem Music (бывший Repulse Records) было выпущено переиздание альбома с новой обложкой и дополненное демозаписью The Four Instructive Tales… of Decomposition в качестве бонус-треков. Группа никак не участвовала в составлении переиздания. По словам Бомана, именно после этого группа смогла впервые заработать на своём альбоме — когда Xtreem прислали лично им свежевыпущенные пластинки переиздания, музыканты распродали их своим друзьям. В 2018 году финским лейблом Svart Records, специализирующимся на перевыпусках андеграундных метал-релизов, было выпущено новое переиздание оригинального альбома на виниле. Помимо этого, при активном участии Антти Бомана был выпущен сборник 20th Adversary of Emptiness, куда вошли ремастеры всех четырёх демозаписей коллектива и альбома Nespithe, а также три новые, ранее не публиковавшиеся песни.

## Стилистика альбома

### Музыкальный стиль
Nespithe представляет собой образец уникального для своего времени техничного дэт-метала. По словам Антти Бомана, на его создание повлияли такие группы, как Voivod, Pestilence и Atheist. В альбоме представлены замысловато построенные песни с постоянными сменами тактовых размеров, внезапными паузами и сложной композиционной структурой. Гитарные партии представляют собой сильно синкопированные и «хаотичные» диссонирующие риффы, создавая «инопланетную», лавкрафтианскую атмосферу. Помимо техничной сложности альбома, отмечалась тяжесть и агрессивность музыкальной составляющей Nespithe.
Наиболее примечательной особенностью альбома является уникальный вокал Антти Бомана, исполненный в штробас-регистре. Боман пришёл к данному стилю на ранних демозаписях — он пытался подражать таким дэт-метал-вокалистам, как Ларс-Йёран Петров из Entombed и Мартин ван Дрюнен из Asphyx, однако, не понимая как исполнять гроулинг-вокал, попытки достичь его привели вокалиста к своей собственной манере пения. Американский журнал Terrorizer так описал вокал в данном альбоме: «Даже попытка вырвать лёгкие во время рвоты смесью хаггиса, устаревшего козьего сыра и шашлыка не подойдёт. […] мы можем с уверенностью сказать, что ни один нормальный человек не способен воспроизвести это вокальное безумие, продемонстрированное Антти Боманом». Признавая неординарность вокала, группа поместила в буклет альбома предупреждение, что она не использовала никаких эффектов для достижения столь низкого звучания.

### Тексты

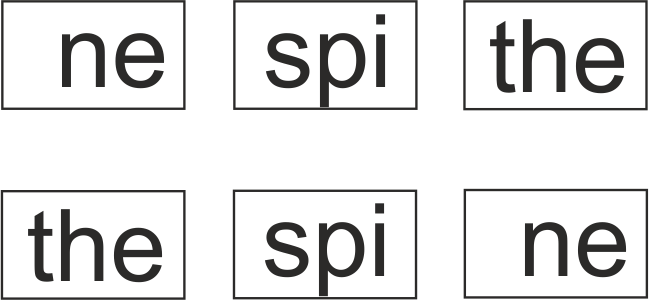
Для расшифровки названия альбома необходимо разделить его на группы по три буквы (начиная с конца), а затем поменять порядок групп задом наперёд, добавив пробелы в нужных местах.

Альбом назван несуществующим словом «Nespithe», являющимся анаграммой к «The Spine» (с англ. — «Хребет»). Впервые Боман использовал анаграммы в названии песни «Erecshyrinol», что является анаграммой к «No Lyrics Here» (с англ. — «Здесь нет текста»). Думая над наименованием альбома, он пришёл к концепту о большом горном хребте, из которого выходят изувеченные монстры, и решил зашифровать эту идею в названии пластинки с помощью анаграммы. Кроме этого, в зашифрованном виде представлены слова песен в буклете оригинального издания. Позже Боман раскрыл метод шифрования — весь зашифрованный текст необходимо разделить на группы по три буквы (начиная с конца), а затем поменять порядок групп задом наперёд, добавив пробелы в нужные места. Однако, по словам вокалиста, при печати текста Necropolis совершили много ошибок, и в некоторых местах слова песен невозможно расшифровать. Боман признавался, что решил зашифровать тексты, так как в то время стыдился их, однако спустя годы опубликовал их в сборнике 20th Adversary of Emptiness.
Каждая песня в альбоме является самостоятельной историей. На создание текстов очень сильно повлияла научная фантастика и книги Клайва Баркера. Боман в своих песнях старался описывать космос, параллельные измерения или другие места, далёкие от окружающей действительности. Первоначально он придумывал идею песни, её название и затем сам текст, причём он концентрировался в основном на самой идее, а непосредственно слова песен для него имели меньшее значение. Названия песен альбома состоят из нетипично длинных для дэт-метала фраз, являющихся очередной задумкой Бомана. Изначально они несли юмористический характер, и вокалист любил при живых выступлениях зачитывать своим утробным голосом их названия (в особенности «The Planet That Once Used to Absorb Flesh in Order to Achieve Divinity and Immortality (Suffocated to the Flesh That It Desired…)»), однако, по мнению барабанщика Микко Вирнеса, они подчёркивают «звуковой хаос и витиеватое настроение» большинства песен.

### Обложка
Обложку нарисовал художник Туркка Г. Рантанен. Идею об исходящих из горного хребта монстрах ему передал Боман, который в итоге остался доволен полученным результатом. На первоначальных скетчах крупным планом присутствовал определённый монстр, которому впоследствии дали имя «The Adversary» (с англ. — «Противник»). Хотя он не вошёл в итоговую версию обложки, впоследствии он появлялся на футболках группы. В переиздании Xtreem Music «The Adversary» появляется на обложке, и в сборнике 20th Adversary of Emptiness группа вновь изобразила того же монстра. Антти Боман признавал, что его можно считать своеобразным маскотом группы, и если Demilich не решат сменить звучание и когда-нибудь выпустят новый альбом, то «The Adversary» вновь появится на нём.

## Отзывы критиков
| Оценки критиков | Оценки критиков |
| Источник        | Оценка          |
| --------------- | --------------- |
| Metal.de        | [ 46 ]          |
| Metal Storm     | [ 35 ]          |
| Ultimate Guitar | [ 39 ]          |

Хотя на момент выхода альбом прошёл практически незамеченным как для музыкальной прессы, так и для фанатов дэт-метала, спустя годы он снискал признание среди поклонников экстремального метала. Ретроспективные обзоры крайне положительно оценивают Nespithe, отмечая его уникальность и музыкальное содержание. В обзоре от Ultimate Guitar признаётся неординарная структура песен и высокое техническое исполнение гитаристов группы. Этой оценке вторит рецензент сайта Metal Storm, который остался под большим впечатлением от композиционных решений Антти Бомана, непредсказуемых смен темпа и размеров, а также замысловатых гитарных риффов.
Отдельным пунктом рецензенты единогласно выделяли вокал Бомана, высказывая мнения, что это один из самых уникальных и неповторимых вокалов в дэт-метале. Из-за всего вышеперечисленного альбом признаётся одной из наиболее неординарных работ в своём жанре. Ряд критиков также связывают особенности альбома с его крайней низкой популярностью на момент выхода в 1993 году. Музыкальные идеи, лежащие в основе Nespithe, сильно опережали своё время, и ни музыкальные лейблы, ни слушатели не были готовы к настолько хаотичному и диссонирующему звучанию, однако признаётся, что даже спустя почти три десятилетия развития жанра альбом по-прежнему звучит самобытно. Филлип Монторо из газеты Chicago Reader писал, что Nespithe «обеспечил Demilich репутацию одной из самых странных, самых оригинальных и самых дальновидных групп в техничном дэт-металле за последние 25 лет».
Альбом неоднократно признавался одной из важнейших работ в дэт-метале. Журнал Terrorizer включил Nespithe в свой список «40 дэт-метал записей, которые вы должны услышать», а журнал Decibel поместил его на 80 место в списке «100 лучших дэт-метал альбомов всех времён». Считается, что альбом оказал влияние на развитие «диссонирующего» техничного дэт-метала и, в частности, на таких представителей этого направления, как Gorguts, Obscura и Biolich.

## Список композиций
Слова и музыка всех песен — Антти Боман.
| №                   | Название | Длительность |
| ------------------- | --- | ------------ |
| 1.                  | «When the Sun Drank the Weight of Water»                                                                                            | 3:43         |
| 2.                  | «The Sixteenth Six-Tooth Son of Fourteen Four-Regional Dimensions (Still Unnamed)»                                                  | 3:29         |
| 3.                  | «Inherited Bowel Levitation - Reduced Without Any Effort»                                                                           | 3:22         |
| 4.                  | «The Echo (Replacement)» | 4:27         |
| 5.                  | «The Putrefying Road in the Nineteenth Extremity (…Somewhere Inside the Bowels of Endlessness…)»                                    | 2:40         |
| 6.                  | «(Within) The Chamber of Whispering Eyes»                                                                                           | 4:12         |
| 7.                  | «And You'll Remain… (In Pieces in Nothingness)»                                                                                     | 3:12         |
| 8.                  | «Erecshyrinol» (инструментальная)                                                                                                   | 3:17         |
| 9.                  | «The Planet That Once Used to Absorb Flesh in Order to Achieve Divinity and Immortality (Suffocated to the Flesh That It Desired…)» | 3:17         |
| 10.                 | «The Cry» | 3:42         |
| 11.                 | «Raped Embalmed Beauty Sleep» | 3:42         |
| Общая длительность: | Общая длительность: | 39:03        |

| №                   | Название                                                  | Длительность |
| ------------------- | --------------------------------------------------------- | ------------ |
| 12.                 | «Introduction / Embalmed Beauty Sleep»                    | 5:06         |
| 13.                 | «Two Independent Organisms - One Suppurating Deformity»   | 4:14         |
| 14.                 | «And the Slimy Flying Creatures Reproduce in Your Brains» | 3:06         |
| 15.                 | «The Uncontrollable Regret of the Rotting Flesh»          | 6:09         |
| Общая длительность: | Общая длительность:                                       | 57:38        |

## Участники записи
Demilich
- Антти Боман — вокал, гитара
- Аки Хютёнен — гитара
- Вилле Койстинен — бас-гитара
- Микко Вирнес — ударные

Технический персонал
- Туомо Валтонен — продюсирование, запись, сведение
- Туркка Г. Рантанен — художественное оформление, фотографии